# 항뮐러관 호르몬
항뮐러관 호르몬(영어: anti-Müllerian hormone, AMH)은 태아의 성분화 등에 관계된 당단백질 호르몬으로 뮐러관의 발달을 억제한다. 여성에서도 다낭성 난소 증후군 등과 관련이 있다.

## 같이 보기
- 프리마틴
- 지속성 뮐러관 증후군